# Marius Wolf
Marius Wolf (Kronach, 1995. május 27. –) német válogatott labdarúgó, középpályás. A Bundesligában szereplő Augsburg játékosa.

## Pályafutása

### 1860 München
2012 nyarán Wolf frankföldi hazájából a bajor fővárosba, Münchenbe költözött, és csatlakozott a TSV 1860-hoz. A 2012/13-as szezonban 23 meccsen lépett pályára és egy gólt szerzett az A-Junior Bundesligában. A 2013/14-es szezonban mind a 26 mérkőzésen pályára lépett, ezeken kilenc gólt szerzett és további kilenc gólpasszt adott. A szezon második felében Wolf többször is az A -Youth ( U19) csapat kapitánya volt. 2014 tavaszán 2016-ig meghosszabbította szerződését az 1860 Münchennel. Időközben banki ügyintézői képzésbe kezdett.
2012. december 4-én lépett pályára először a Löwen első csapatában, amikor csereként  pályára lépett az SpVgg Unterhaching elleni barátságos mérkőzésen. A következő években rendszeres kiegészítő játékos volt a teszt- és felkészülési meccseken. A 2013/14-es szezon végéig összesen hat barátságos mérkőzést játszott a TSV 1860 első csapatában.
2014 nyarán a másodosztályú csapat új edzője, Ricardo Moniz meghívta a többi utánpótláskorú játékossal, Korbinian Burgerrel, Richard Neudeckerrel és Maximilian Wittekkel együtt , hogy az első csapattal játsszák az előszezont. Wolf hét barátságos meccsen volt bevetve, és egy gólt szerzett. Az U21-esek első meccsén a 2014/15-ös regionális bajnoki idényben Wolf a kezdőben volt, és megszerezte első gólját is a férfi labdarúgásban. Ezt követően kezdetben nem játszott több regionális bajnoki mérkőzést, ehelyett a felkészülés hátralévő részét az első csapattal fejezte be. Az RB Leipzig elleni hazai meccsen a 2014/15-ös szezon második játéknapján először szerepelt a Löwen keretében. A következő hetekben Wolf ismét rendszeresen játszott a második csapatban. Csak, 2014. október 26-án, az Eintracht Braunschweig ellen tért vissza a másodosztályú mérkőzésre a profi csapatban, amelyben Markus von Ahlen váltotta Monizt az edzői poszton. Azon a meccsen Wolf állt be Valdet Rama csereként a második félidőben, amikor 1-2 volt az állás. Wolfnak volt lehetősége az egyenlítésre, de a játékrész végéig nem esett több gól. A téli szünet előtti nyolc meccsen Wolf mindig játszott, és egy gólt készített elő. Első gólját profiként 2015. február 21-én szerezte az FC St. Pauli elleni 2-1-re megnyert hazai mérkőzésen, amelyben a játékrész 72. percében fejesgóllal segítette 2-0-ra a Löwen csapatát.

### Hannover 96
2016. január 8-án leigazolták a TSV 1860 München együttesétől.
Az újévben az első öt fordulót sérülés miatt kihagyta, február 27-én lépett pályára karrierje során először, első osztályú mérkőzésen a 2–1-re megnyert VfB Stuttgart elleni bajnokin, kezdőként 75 percet játszott.
A következő fordulóban lépett pályára klub színeiben utolsó mérkőzésén, a VfL Wolfsburg ellen. Később a tartalékcsapatba száműzték.

#### Eintracht Frankfurt(kölcsönben)
2017. január 31-én opciós joggal kölcsönbe érkezett a 2016/17-es idény végéig.
Február 11-én nevezték a Bundesliga 20. fordulójában a Bayer Leverkusen ellen, április 4-én debütált az 1. FC Köln vendégeként az 1–0-ra elvesztett bajnokin, ahol 75 percet játszott.
Június 14-én újabb kölcsönszerződésben állapodtak meg a Hannover csapatával.
A következő, 2017/18-as idényben szerezte első gólját a bajnokság 9. fordulójában, egy 2–2-s hazai mérkőzésen a Borussia Dortmund ellen, a 68. percben döntetlenre mentett.
2018. január 26-án élt a klub az opciójával, és kivásárolta Wolfot a Hannover 96 kötelékéből.

### Borussia Dortmund
2018. május 28-án vásárolták ki a Eintracht Frankfurt kötelékéből 5 millió euróért cserébe, és ötéves szerződést kötött a klubbal.
Augusztus 20-án debütált a 2018/19-es idényben a Greuther Fürth vendégeként 2–1-re megnyert német kupa-mérkőzésén, hat nap múlva a bajnokságban is bemutatkozott az RB Leipzig elleni 4–1-s mérkőzés utolsó 21 percének nyitófordulójában.
Szeptember 14-én a negyedik mérkőzésén szerezte első gólját az Eintracht Frankfurt elleni 3–1-s győztes találkozón. 
Négy nappal később karrierje során első alkalommal lépett pályára nemzetközi porondon, a Bajnokok Ligája - A csoportjának első mérkőzésén a Club Brugge elleni 1–0-s győzelmen. 

#### Hertha BSC(kölcsönben)
2019. szeptember 2-án a fővárosiak kölcsönbe vették a 2019/20-as idény végéig.
Szeptember 14-én mutatkozott be a negyedik fordulóban a Mainz 05 elleni 2–1-s idegenbeli bajnokin.
A következő héten szerezte meg első gólját a Paderborn 07 elleni 2–1-s mérkőzésen.
Októberben három gólpasszt jegyzett; a bajnokság 7. és 9. fordulójában a Fortuna Düsseldorf és a Hoffenheim, majd a német kupasorozatban a Dynamo Dresden ellen.
2020 februárjában a német kupában megszerezte második gólpasszát a Schalke 04 ellen, négy nappal később a Mainz 05 ellen két sárga lappal kiállították a mérkőzés vége előtt, így a következő héten a Paderborn 07 ellen nem léphetett pályára.
A bajnokság 24. fordulójában idénybeli utolsó azaz ötödik asszisztját a Fortuna Düsseldorf ellen szerezte.
A klub színeiben utolsó mérkőzését, március 7-én a Werder Bremen ellen játszotta a 2–2-s döntetlenen. A hátralévő kilenc bajnokin sérülés miatt nem volt tagja a csapat keretének.
2022. március 16-án lépett pályára 50. mérkőzésén az 1. FSV Mainz 05 elleni 1–0-s  győztes találkozón.

#### 1. FC Köln(kölcsönben)
Október 2-án érkezett kölcsönbe a kölni együtteshez a 2020/21-es szezonra.
Másnap debütált a Borussia Mönchengladbach elleni bajnoki harmadik fordulójában a 3–1-re elvesztett találkozón, a következő héten végigjátszotta az Eintracht Frankfurt elleni 1–1-re végződő mérkőzést.
November 28-án két gólpasszt szerzett a Borussia Dortmund vendégeként a 2–1-s győztes mérkőzésen.
December 22-én pályára lépett a német kupasorozatban a VfL Osnabrück ellen.
2021. január 31-én szerezte első gólját a csapatban, egy 3–1-s hazai bajnokin az Arminia Bielefeld ellen a 9. percben, majd duplázott a 28. percben.
Április 23-án a 3–2-s Augsburg elleni találkozón a harmadik gólnál assziszttal vette ki részét, amit Ondrej Duda váltott gólra a 33. percben. Május 26-án pályára lépett a Bundesliga Play-offs-ban a Holstein Kiel ellen, a három nappal későbbi visszavágón lépett pályára utoljára az 5–1-s győzelmen, így a klub a 2021/22-es idényben az első osztályban maradt.

### Augsburg
2024. augusztus 8-án hároméves szerződést írt alá az Augsburg csapatával.

## Válogatott karrier

### Németország
2015-ben tagja volt az U21-es és az U20-as labdarúgó-válogatottnak, utóbbi csapatban címeres mezben először lépett pályára az olasz U20-as válogatott elleni 2–0-ra elvesztett Elit Liga mérkőzésen.

#### A felnőttcsapatban
2023. március 17-én Hansi Flick meghívta a Peru és a Belgium elleni felkészülési mérkőzésre.
Március 25-én debütált a Peru elleni 2–0-s győztes mérkőzésen, melyen az első gólnál a 12. percben Niclas Füllkrugnak adott egy remek beadását, amellyel megszerezték a vezetést.

## Statisztika
2023. június 9-i állapot szerint
| Klub                          | Szezon           | Bajnokság           | Bajnokság | Bajnokság | Kupa  | Kupa  | Nemzetközi | Nemzetközi | Egyéb | Egyéb | Összes | Összes |
| Klub                          | Szezon           | Liga                | Mérk.     | Gólok     | Mérk. | Gólok | Mérk.      | Gólok      | Mérk. | Gólok | Mérk.  | Gólok  |
| ----------------------------- | ---------------- | ------------------- | --------- | --------- | ----- | ----- | ---------- | ---------- | ----- | ----- | ------ | ------ |
| 1860 München II               | 2014/15          | Regionalliga Bayern | 10        | 3         | —     | —     | —          | —          | —     | —     | 10     | 3      |
| 1860 München II               | Összesen         | Összesen            | 10        | 3         | —     | —     | —          | —          | —     | —     | 10     | 3      |
| 1860 München                  | 2014/15          | 2. Bundesliga       | 23        | 2         | 1     | 0     | —          | —          | 2     | 0     | 26     | 2      |
| 1860 München                  | 2015/16          | 2. Bundesliga       | 16        | 3         | 2     | 0     | —          | —          | —     | —     | 18     | 3      |
| 1860 München                  | Összesen         | Összesen            | 39        | 5         | 3     | 0     | —          | —          | 2     | 0     | 44     | 5      |
| Hannover 96                   | 2015/16          | Bundesliga          | 2         | 0         | —     | —     | —          | —          | —     | —     | 2      | 0      |
| Hannover 96                   | 2016/17          | 2. Bundesliga       | 0         | 0         | 0     | 0     | —          | —          | —     | —     | 0      | 0      |
| Hannover 96                   | Összesen         | Összesen            | 2         | 0         | 0     | 0     | —          | —          | —     | —     | 2      | 0      |
| Hannover 96 II                | 2015/16          | Regionalliga Nord   | 6         | 1         | —     | —     | —          | —          | —     | —     | 6      | 1      |
| Hannover 96 II                | 2016/17          | Regionalliga Nord   | 9         | 1         | —     | —     | —          | —          | —     | —     | 9      | 1      |
| Hannover 96 II                | Összesen         | Összesen            | 15        | 2         | —     | —     | —          | —          | —     | —     | 15     | 2      |
| Eintracht Frankfurt (kölcsön) | 2016/17          | Bundesliga          | 3         | 0         | 1     | 0     | —          | —          | —     | —     | 4      | 0      |
| Eintracht Frankfurt (kölcsön) | 2017/18          | Bundesliga          | 28        | 5         | 6     | 1     | —          | —          | —     | —     | 34     | 6      |
| Eintracht Frankfurt (kölcsön) | Összesen         | Összesen            | 31        | 5         | 7     | 1     | —          | —          | —     | —     | 38     | 6      |
| Borussia Dortmund             | 2018/19          | Bundesliga          | 16        | 1         | 2     | 0     | 4          | 0          | —     | —     | 22     | 1      |
| Borussia Dortmund             | 2019/20          | Bundesliga          | 0         | 0         | 0     | 0     | —          | —          | 1     | 0     | 1      | 0      |
| Borussia Dortmund             | 2020/21          | Bundesliga          | 0         | 0         | 0     | 0     | —          | —          | 0     | 0     | 0      | 0      |
| Borussia Dortmund             | 2021/22          | Bundesliga          | 27        | 3         | 1     | 0     | 6          | 0          | 1     | 0     | 35     | 3      |
| Borussia Dortmund             | 2022/23          | Bundesliga          | 25        | 1         | 3     | 0     | 4          | 0          | —     | —     | 32     | 1      |
| Borussia Dortmund             | Összesen         | Összesen            | 68        | 5         | 6     | 0     | 14         | 0          | 2     | 0     | 90     | 5      |
| Hertha (kölcsön)              | 2019/20          | Bundesliga          | 21        | 1         | 2     | 0     | —          | —          | —     | —     | 23     | 1      |
| Hertha (kölcsön)              | Összesen         | Összesen            | 21        | 1         | 2     | 0     | —          | —          | —     | —     | 23     | 1      |
| Köln (kölcsön)                | 2020/21          | Bundesliga          | 31        | 2         | 2     | 0     | —          | —          | 2     | 0     | 35     | 2      |
| Köln (kölcsön)                | Összesen         | Összesen            | 31        | 2         | 2     | 0     | —          | —          | 2     | 0     | 35     | 2      |
| KARRIER ÖSSZESEN              | KARRIER ÖSSZESEN | KARRIER ÖSSZESEN    | 217       | 23        | 20    | 1     | 14         | 0          | 6     | 0     | 257    | 24     |

Jegyzetek
1. ↑  Mérkőzése(i) a(z) Bundesliga relegation play-offs-ban
2. 1 2  Mérkőzése(i) a(z) Bajnokok Ligájában
3. 1 2  Mérkőzése(i) a(z) DFL-Supercup-ban
4. ↑  A(z) Bajnokok Ligájában ötször, a(z) Európa Ligában egyszer lépett pályára
5. ↑  Mérkőzése(i) a(z) Bundesliga play-offs-ban

### A válogatottban
2023. április 1-i állapot szerint
| Németország | Németország | Németország |
| Év          | Merk.       | Gólok       |
| ----------- | ----------- | ----------- |
| 2023        | 2           | 0           |
| ÖSSZESEN    | 2           | 0           |

## Sikerei, díjai

### Klub
- Eintracht Frankfurt
  - DFB-Pokal: 2017/18
- Borussia Dortmund
  - DFL-Supercup: 2019/20
  - DFB-Pokal: 2020/21